# Tachina persica
Tachina persica är en tvåvingeart som först beskrevs av Josef Aloizievitsch Portschinsky 1873.  Tachina persica ingår i släktet Tachina och familjen parasitflugor. Inga underarter finns listade i Catalogue of Life.